# Ozzy (película)
Ozzy es una película de animación española de 2016 dirigida por Nacho La Casa y Alberto Rodríguez. Obtuvo varios reconocimientos, siendo el más importante la nominación a los Premios Goya en la categoría mejor película de animación.

## Argumento
La idílica vida de Ozzy, un simpático y pacífico perro de raza beagle que se ha criado junto a la acomodada familia Martin, da un gran vuelco cuando su familia no puede llevarle a un largo viaje lejos de su hogar. Durante esos días le dejan en un balneario canino, Blue Creek, que se supone como el mejor de la ciudad, pero la perfecta estampa del lugar resulta ser una fachada urdida por su villano propietario para esconder la realidad del sitio, ser una cárcel para perros habitada, en su mayoría, por duros chuchos callejeros y donde prevalece la ley del más fuerte. Ozzy tendrá que esquivar el peligro, encontrar fuerzas donde no creía tenerlas y aprender a apoyarse en Chester, Fronky y Doc, los nuevos amigos que le acompañarán en esta aventura para intentar regresar sano y salvo.

## Reparto
- Guillermo Romero como Ozzy.
- Dani Rovira como Fronki.
- José Mota como Vito.
- Carlos Areces como Mr. Robbins
- Michelle Jenner como Paula.
- Fernardo Tejero como Radar.
- Juan Fernández como Decker.
- Elsa Pataky como Madden.
- Pablo Espinosa como Mike.
- Selu Nieto como Dominic.

## Producción
La película fue coproducida por las españolas Arcadia Motion Pictures, Capitán Araña y Pachacama, y la canadiense Tangent Animation. La preproducción se realizó en España y la animación tuvo lugar en Canadá.

## Estreno
Metro-Goldwyn-Mayer estrenó la película en España el 14 de octubre de 2016. Después sería estrenada por la productora Signature en Reino Unido el 21 de octubre de 2016, y por Entertainment One en Canadá.

## Premios y nominaciones
- Medalla del Círculo de Escritores Cinematográficos a la mejor película de animación en su 72.ª edición.[5]
- Obtuvo la nominación en la categoría Mejor Película de Animación en los Premios Platino 2017.[6]
- Obtuvo dos nominaciones en los Premios Goya 2017 en las categorías mejor película de animación y mejor sonido.[7]